# トルエンジイソシアネート

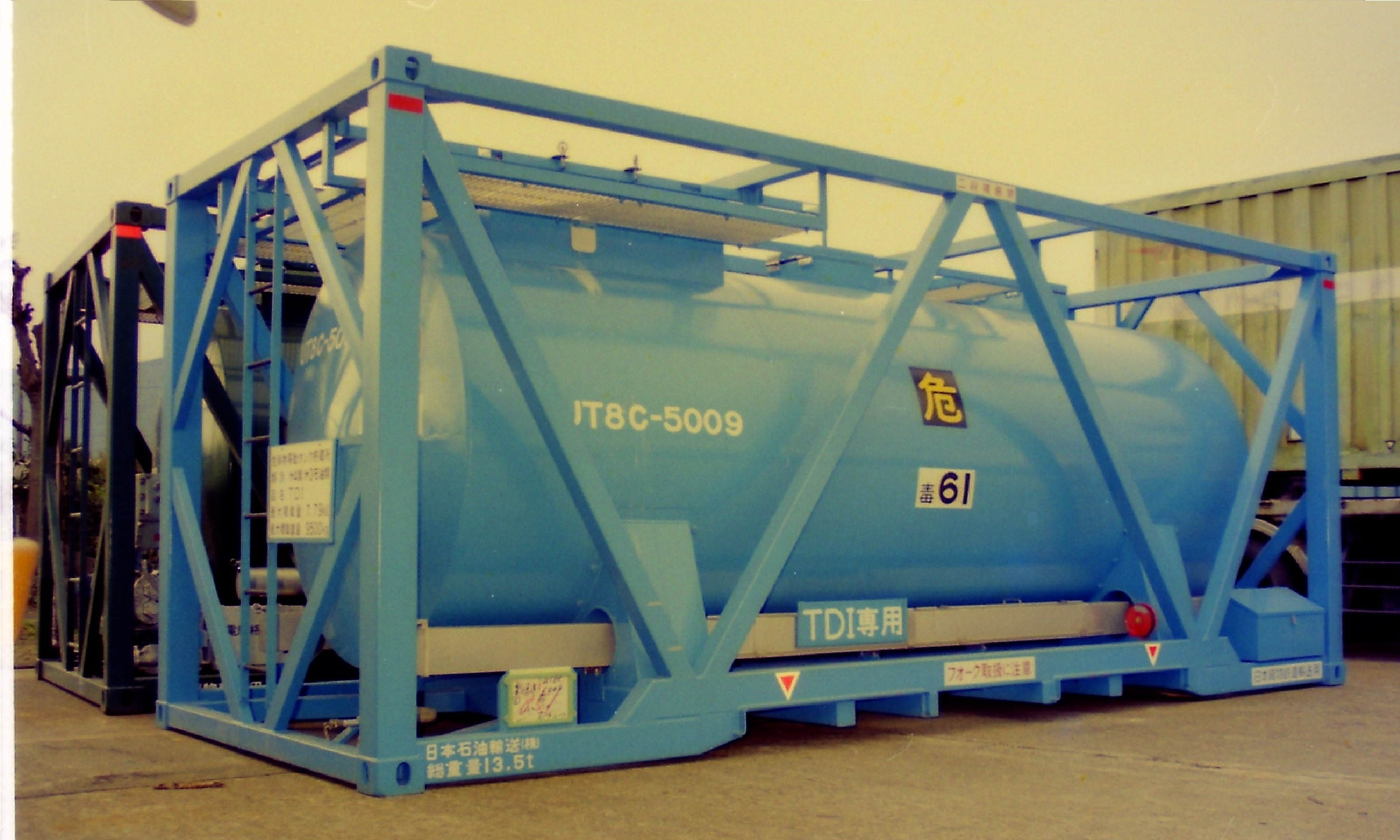
トルエンジイソシアネートの鉄道輸送用にJR貨物より承認登録された、日本石油輸送所有の鉄道私有コンテナ、UT8C-5009。

トルエンジイソシアネートは、通常TDIと略され、芳香族ジイソシアネートの1つである。TDIには、2,4-TDI、2,6-TDIの2種類の異性体が存在している。一般的には2,4-TDI（80%）と2,6-TDI（20%）の混合物として製造されている。

## 製造
TDI製造プロセスは以下の工程からなっている。
- ジニトロトルエン異性体混合物を製造するためのトルエンのニトロ化工程
- トルエンジアミン異性体混合物を製造するためのジニトロトルエンの水素添加工程
- トルエンジイソシアネート異性体混合物を製造するためのトルエンジアミンのホスゲン化工程

## 用途
TDIの主な用途は軟質ポリウレタンフォームである。また、コーティングやエラストマー製品の製造にも使用される。

## 安全性
TDIの過剰暴露は、気管支喘息へと繋がる可能性のある呼吸器系への影響を引き起こすので、労働安全衛生法で規定された管理濃度（0.005ppm）、日本産業衛生学会が勧告する許容濃度（TWA 0.005 ppm （0.035 mg/m3）、最大許容濃度 0.02 ppm（0.14 mg/m3））を厳守する必要がある。一度気管支喘息を起こすと、ジイソシアネートに対して過敏となり、許容濃度以下であっても再び気管支喘息を引き起こす可能性がある。TDIの蒸気、エアゾール或いはミストは、眼への刺激を引き起こす。TDIは、中程度の皮膚刺激性を有しており、稀に皮膚感作や皮膚炎を起こす。TDIを誤って飲み込んだ場合の毒性はあまり大きくはないが、呼吸器系への吸入により毒性が現れる。TDI暴露下で働く労働者の健康に関して長期的な研究がなされているが、呼吸器系の症状以外で暴露に関連した臨床上の影響は報告されていない。TDIが陸上や水中の動植物へもたらす毒性は小さく、水と反応し固体のポリ尿素化合物を生成するので、TDIの漏出による環境影響はわずかである。
国内外の主たるTDI製造会社は、「国際イソシアネート協会（International Isocyanate Institute、略称：III）」に属している。IIIは、作業場、共同場所及び環境での安全なTDIの取扱いについて、調査研究を行っている。日本国内では、TDI、MDI及びHDIの製造会社は、「ウレタン原料工業会、略称：JURA」に属しており、作業場、共同場所及び環境での安全なTDI取扱いに関する啓蒙活動を行っている。
TDIに関しての個人用保護具の取扱い、輸送・保管・サンプリング・分析時の暴露モニタリング方法、トラブル対処方法及び健康・環境面での注意事項が、文献にまとめられている。欧州におけるTDIの危険有害性の分類及びラベルの詳細については、「European Diisocyanate and Polyol Producers Association、略称：ISOPA」のウェブサイトから入手できる。TDIに関する詳細な情報を含んだREACHデータベースは、「European Chemicals Agency、略称：ECHA」から入手できる。
日本におけるTDIのGHS分類や製品安全データシート（SDS）は、独立行政法人 製品評価技術基盤機構（略称：NITE）のウェブサイト 、厚生労働省のウェブサイトあるいはウレタン原料工業会（JURA）とウレタンフォーム工業会（JUFA）の両者で組織した日本ウレタン工業協会 (JUII) のウェブサイトから入手出来る。

## 日本の主な適用法令
- 化学物質の審査及び製造等の規制に関する法律（略称：化審法）
  - 既存化学物質（官報公示整理番号：(3)-2214））
- 労働安全衛生法
  - 特定化学物質障害予防規則（別表第三）　：特定第2類物質（トリレンジイソシアネート（別名TDI））
  - 表示物質（法第57条、規則第30条別表第二）　：トリレンジイソシアネート
  - 通知物質（法第57条の2、および法第57条の3）　：トリレンジイソシアネート
  - 指針・通達物質（既存変異原化学物質等）　：2,6-トリレンジイソシアネート
- 労働基準法
  - 疾病化学物質（法第75条第2項、施行規則第35条別表第1の2第4号）：トリレンジイソシアネート

- 特定化学物質の環境への排出量の把握等及び管理の改善の促進に関する法律（略称：化管法）
  - 第一種指定化学物質　：トリレンジイソシアネート（政令番号：345）
- 消防法
  - 危険物　：第4類第3石油類（非水溶性）
- 船舶安全法
  - 危険物（危規則第2,3条危険物告示別表第1）　：等級6.1「毒物」
- 航空法
  - 危険物（施行規則第194条危険物告示別表第1）　：等級6.1「毒物」
- 海洋汚染等及び海上災害の防止に関する法律（海洋汚染防止法）
  - 有害液体物質（施行令別表第一）　：Y類物質（トルエンジイソシアネート）
- 大気汚染防止法
  - 有害大気汚染物質に該当する可能性がある物質（中央環境審議会の第九次答申）　：トルエンジイソシアネート（別名：トリレンジイソシアネート）